# Georg Stoll (Politiker, 1801)
Georg Servatius Wilhelm Carl Stoll (* 30. Juni 1801 in Nieder-Wöllstadt; † 19. März 1855 ebenda) war ein deutscher Ökonom und liberaler Politiker und Abgeordneter der 2. Kammer der Landstände des Großherzogtums Hessen.
Georg Stoll war der Sohn des Sternenwirtes Johannes Heinrich Stoll und dessen Ehefrau Anna Elisabeth Maria, geborene Weis(s)enborn. Stoll, der evangelischen Glaubens war, war Ökonom in Nieder-Wöllstadt und heiratete Anna Katharina geborene Walther (1801–1877).
1834 und erneut von 1841 bis 1849 gehörte er der Zweiten Kammer der Landstände an. Er wurde für den Wahlbezirk Oberhessen 10/Butzbach gewählt. 1838 bis 1849 war er auch Bürgermeister in Nieder-Wöllstadt. 1848 war er Mitglied des Vorparlaments.